# Thor 2
Thor 2 ist ein ehemaliger Fernsehsatellit des norwegischen Telekommunikationsunternehmens Telenor. Er übertrug überwiegend Programme für den skandinavischen Sprachraum. Im Februar 2008 wurde er durch den Satelliten Thor 5 ersetzt, der am 11. Februar 2008 um 11:34 UTC mit einer Delta-II-Rakete von Cape Canaveral aus gestartet wurde.
Der Satellit, der seinen Dienst zuletzt auf der Orbitalposition 23,3° Ost absolviert hatte, wurde nach Angaben des Betreibers am 10. Januar 2013 zur Endlagerung erfolgreich in den sogenannten Friedhofsorbit bewegt.

## Empfang
Der Satellit konnte in Europa empfangen werden.